# Christian Braun

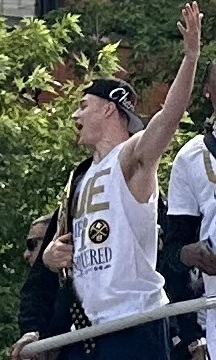
Christian Braun, 2023.

Christian Nicholas Braun, född 17 april 2001 i Burlington i Kansas, är en amerikansk professionell basketspelare (SG) som spelar för Denver Nuggets i National Basketball Association (NBA).
Han var med och vinna NBA-mästerskapet, tillsammans med Denver Nuggets, för säsongen 2022–2023.
Braun draftades av Denver Nuggets i första rundan i 2022 års draft som 21:a spelare totalt.
Innan han blev proffs studerade Braun vid University of Kansas och spelade för deras idrottsförening Kansas Jayhawks.